# Snelheidsovertreding
Onder een snelheidsovertreding verstaat men een overschrijding door een wegvoertuig van de ter plaatse geldende maximumsnelheid. Deze wetsovertreding wordt in Nederland meestal bestraft met een geldboete. Bij snelheidsoverschrijdingen van meer dan 50 km/h wordt ook het rijbewijs ingenomen wanneer de bestuurder daadwerkelijk wordt staande gehouden door de politie. 
De overtreding wordt geconstateerd door een snelheidscontrole, vaak in de vorm van een zogenaamde flitspaal of een gerichte controle door een politie-eenheid uitgerust met een lasergun. Een nieuwere vorm van snelheidscontrole is de trajectcontrole. 
In Nederland worden er per jaar ongeveer 7,3 miljoen (cijfer 2004) snelheidsovertredingen geconstateerd op een personenautobestand van iets minder dan 7 miljoen. Iets meer dan de helft van de snelheidsovertreders (53 procent) krijgt een bekeuring voor te snel rijden binnen de bebouwde kom. Bijna een kwart (22 procent) wordt beboet op provinciale wegen.